# ラヴソング (1996年の映画)
『ラヴソング』（原題：甜蜜蜜、英題：Comrades, Almost A Love Story）は、1996年製作の香港映画。

## 概要
中国の人々に今でも愛されるテレサ・テンの数々の曲を背景に、中国大陸から香港に渡った男女の10年にわたる恋愛を描いた恋愛映画である。
1997年の香港電影金像奨では最優秀作品賞、最優秀監督賞（ピーター・チャン）、最優秀主演女優賞（マギー・チャン）、最優秀助演男優賞（エリック・ツァン）など9部門を、また1997年台湾金馬奨でも最優秀作品賞、最優秀主演女優賞（マギー・チャン）を、それぞれ受賞した。

## ストーリー
1986年、夢を抱いて中国大陸から香港へとやってきたシウクワンは、ある日マクドナルドで同じ大陸出身者であるレイキウと知り合う。テレサ・テンが好きということで意気投合した2人は、お互いに惹かれあっていく。大陸から香港に出てきて、孤独を感じていた2人はやがて結ばれるのだが、シウクワンには故郷の天津に残してきた恋人がいた……。

## キャスト
| 役名         | 俳優                   | 日本語吹替 |
| ------------ | ---------------------- | ---------- |
| シウクワン   | レオン・ライ           | 堀内賢雄   |
| レイキウ     | マギー・チャン         |            |
| パウ         | エリック・ツァン       | 島田敏     |
| ジェレミー   | クリストファー・ドイル |            |
| シャオティン | クリスティ・ヨン       |            |
| ロージー     | アイリーン・ツー       | 沢田敏子   |

- 日本語吹替 - 日本コロムビア発売のDVD&VHSのみ収録

## スタッフ
- 監督・製作：ピーター・チャン
- エグゼクティブ・プロデューサー：レイモンド・チョウ
- 共同プロデューサー：クローディ・チョン
- 脚本：アイヴィ・ホー
- 撮影監督：ジングル・マー
- 美術：イー・チュンマン（英語版）
- 衣装デザイン：ドラ・ン
- 音楽：チウ・ツァンヘイ

主題歌：テレサ・テン「甜蜜蜜」
挿入歌：テレサ・テン「涙的小雨（長崎は今日も雨だった）」「再見！我的愛人（グッド・バイ・マイ・ラブ）」「月亮代表我的心」
エンド・タイトル曲：レオン・ライ「甜蜜蜜」（邦題は「スウィート」）
- 編集：チャン・キーホップ、クォン・チリョン